# Absolument stars
Absolument stars est une émission de télévision française diffusée en direct sur M6 depuis le 24 août 2009 et sur W9 depuis le 6 janvier 2024.
Présentée par Claire Nevers, elle est diffusée le samedi dès 7 h 45 sur M6 et dès 10 h 10 sur W9.

## Diffusion et présentation
L'émission a connu diverses périodes de diffusion et plusieurs présentateurs et présentatrices depuis sa création en 2009. Actuellement, elle est diffusée le samedi à partir de 7 h 45 pendant moins de quatre heures sur les deux chaînes du groupe M6.
Absolument stars est présentée par Claire Nevers depuis le 13 juillet 2019.

### Du 24/08/2009 au 16/10/2009

#### En semaine
Du 24 août 2009 au 16 octobre 2009, l'émission était composée de deux parties en semaine.
La première partie était diffusée tous les jours de la semaine, sauf le mercredi en raison de M6 Kid, de 7 h 45 à 9 h. Elle était présentée par Amélie Bitoun et Jérôme Anthony.
La seconde partie de l'émission était appelée Absolument stars, la suite (sauf le mercredi, où à la suite de l'absence de la première partie elle se nommait simplement Absolument stars) et était diffusée tous les jours de 10 h à 11 h 20. Karine Ferri et Alex Fighter s'occupaient de la présentation de cette deuxième partie.
Chaque présentateur possédait ses remplaçants en cas d'absence, ainsi si Amélie Bitoun ne pouvait pas assurer la première partie, c'est Karine Ferri qui la remplaçait et vice versa pour la seconde partie en cas d'absence de Karine Ferri.
Alex Fighter pouvait remplacer Jérôme Anthony, de même que ce dernier pouvait présenter Absolument stars, la suite à la place d'Alex Fighter si celui-ci était absent.
À partir du 28 septembre 2009, Claire Nevers est devenue remplaçante de Karine Ferri et d'Amélie Bitoun dans chacune des parties.
Ainsi, les couples d'animateurs pouvaient varier dans chaque partie de l'émission, en fonction des disponibilités de chacun et des choix de la chaîne.

#### Le week-end
L'émission était, pendant cette période, diffusée le dimanche de 7 h 30 à 9 h 30. 
Elle était alors présentée par Frédéric Ferrer avec en alternance Karine Ferri et Amélie Bitoun. Claire Nevers est ensuite devenue la remplaçante en cas d'indisponibilité des deux animatrices.

### Du 17/10/2009 au 28/05/2010

#### En semaine
À partir du 19 octobre 2009, en raison d'une audience trop faible enregistrée par la chaîne sur l'ensemble de la matinée, la première partie de l'émission diffusée de 7 h 45 à 9 h 5 est supprimée et est remplacée par une heure de M6 Clips suivie d'une demi-heure de M6 Boutique supplémentaire. Seule la seconde partie diffusée de 10 h à 11 h 20 subsiste, sous le nom définitif Absolument stars et non plus Absolument stars, la suite,.
L'émission est désormais présentée par Karine Ferri et Jérôme Anthony, remplacés pendant leurs absences par, respectivement, Claire Nevers ou Amélie Bitoun et Alex Fighter. Ce dernier assure également la présentation de l'émission avec Karine Ferri le mercredi.
Du 9 novembre 2009 au 18 décembre 2009, l'émission est diffusée uniquement le lundi, mardi, jeudi et vendredi de 10 h à 11 h 20 et l'émission du mercredi est supprimée au profit d'une programmation rallongée de M6 Kid.
À partir du 6 janvier 2010, l'émission du mercredi a été réintégrée à la grille, Absolument stars étant alors à nouveau diffusée sept jours sur sept. 
À noter cependant que l'émission a été déprogrammée, en semaine, durant les vacances scolaires, au profit de M6 Kid.

#### Le week-end
À partir du 17 octobre 2009, l'émission est également diffusée le samedi de 8 h à 9 h (ou de 7 h 30 à 8 h 30 selon les semaines) avec comme présentateurs Amélie Bitoun et Alex Fighter.
Elle est également toujours diffusée le dimanche, de 7 h 30 à 9 h 30, aussi présentée par Amélie Bitoun et Alex Fighter.
Claire Nevers et Karine Ferri assurent le remplacement d'Amélie Bitoun pendant les émissions du week-end.
Quant à Alex Fighter, c'est, à partir du 13 décembre 2009, Stéphane Jobert qui est son joker.
Frédéric Ferrer, qui assurait la présentation le dimanche d'Absolument stars, a disparu de l'antenne à partir d'octobre 2009 au profit d'Alex Fighter à la suite de la restructuration automnale.

### Du 29/05/2010 au 26/02/2011

#### En semaine
La dernière émission semaine d'Absolument stars est diffusée le vendredi 28 mai 2010. À partir du 31 mai 2010, l'émission est remplacée par un téléfilm. Selon M6, il s'agit d'une pause saisonnière.
L'émission pourrait cependant revenir en semaine très prochainement. Cependant, à partir du 12 juillet 2010 et jusqu'à la fin de l'été 2010, l'émission Absolument stars est diffusée du lundi au vendredi en petites pastilles de cinq minutes vers 6 h 55, 7 h 55 et 8 h 50. Sans présentateurs, ces petites pastilles quotidiennes sont uniquement composées du jeu permettant aux téléspectateurs de gagner de l'argent.

#### Le week-end
À partir du 29 mai 2010, Absolument stars est diffusée uniquement le week-end, le samedi de 8 h à 9 h (ou de 7 h 30 à 8 h 30 selon les semaines) et le dimanche de 7 h 30 à 9 h 30. 
Elle est présentée par Karine Ferri et Alex Fighter ces deux jours à partir de 6 juin 2010. 
À partir du 10 juillet 2010, Claire Nevers remplace Karine Ferri qui quitte M6 et les chaînes du groupe pour rejoindre Direct 8 à la rentrée.
Stéphane Jobert est le joker d'Alex Fighter et le remplace lors de ses congés et absences.

### Du 05/03/2011 au 29/02/2012

#### En semaine
Depuis le printemps 2010 et la suppression de l'émission Absolument stars en semaine, cette dernière n'est toujours pas revenue à l'antenne à l'heure actuelle, alors que M6 avait annoncé que l'émission était en pause saisonnière en semaine.

#### Le week-end
Depuis le samedi 5 mars 2011, l'émission n'est désormais diffusée que le dimanche matin de 7 h à 9 h 35.
Elle est toujours présentée par Claire Nevers et Alex Fighter jusqu'au 23 octobre 2011, remplacée durant ses congés et absences par Stéphane Jobert jusqu'à fin 2010. Durant l'année 2011, l'émission est enregistrée et diffusée en différé en cas d'impossibilité d'assurer l'émission en direct (dans ce cas, le gagnant du jeu audiotel est appelé après l'émission).
Depuis le 30 octobre 2011, l'émission est présentée par Claire Nevers et David Lantin. 

### Du 01/03/2012 au 27/04/2012
L'émission est toujours diffusée le dimanche à 7 h mais est désormais également à l'antenne le jeudi et vendredi à 10 h 10. Claire Nevers et David Lantin sont toujours aux commandes.

### Du 28/04/2012 au 17/06/2018
L'émission continue à être diffusée le dimanche de 7 h à 10 h. Elle est parfois raccourcie d'une heure. Elle est toujours présentée par Claire Nevers et David Lantin. Mais cependant lors de leurs congés et absence ce sont les remplaçants habituels qui prennent la relève‚ parmi eux : Laurence Roustandjee, Stéphane Jobert et Jean-Philippe Doux.

### Du 24/06/2018 au 26/08/2018
David Lantin ayant quitté la présentation de l'émission‚ c'est Stéphane Jobert qui assure l'interim et le 26 août 2018 Stéphane Jobert qui va quitter l'émission et M6 pour de nouvelles aventures.

### Du 02/09/2018 au 06/07/2019
Nancy Sinatra est co-animatrice titulaire de l'émission aux côtés de Claire Nevers. C'est pendant un an que les deux femmes présentent l'émission depuis sa création et le 6 juillet 2019 Nancy Sinatra qui va quitter l'émission et M6 pour de nouvelles aventures.

### Depuis le 01/06/2019 (Samedi)
L'émission change de jour et est dorénavant diffusée le samedi, toujours en direct à 7 h puis à 7 h 45 sur M6 depuis septembre 2023 et à 10 h 10 sur W9 depuis janvier 2024.

### Depuis le 13/07/2019
Claire Nevers présente désormais en solo l'émission, toujours le samedi matin.

## Principe
Cette émission est centrée sur l'incitation à participer à un tirage au sort payant, dite de Télé-tirelire. L'actualité people et musicale lui sert de prétexte pour s'étirer sur trois heures. L'animateur va continuellement inciter les téléspectateurs à appeler ou envoyer un SMS, par des techniques comme supposer qu'il y a très peu de gens devant la télévision à cette heure-ci ou souligner que de précédents gagnants avaient appelé plusieurs fois. La participation nécessite de répondre à la question (très simple) posée mais également de trouver un "chiffre mystère", incitant les gens à appeler plusieurs fois pour le trouver par hasard. L'animateur va généralement dévoiler ce chiffre mystère peu avant la fin du tirage au sort, pour toujours plus inciter à participer.
Elle permet de faire découvrir les dessous du show business avec des clips, des interviews de stars, des reportages, les sorties cinéma et DVD, l'agenda spectacle, la météo et l'horoscope.
On peut y retrouver des rubriques telles que « les news », « les news insolites », « révélations », « l'enquête », « star interview », « le meilleur du Web » ainsi qu'un jeu interactif permettant de remporter de l'argent en répondant correctement à une question concernant un clip ou un reportage diffusé dans l'émission.

## La Grimace de star
Lors des premiers mois de l'émission, pour ceux ayant été tiré au sort pour passer en direct afin de remporter de l'argent dans le cadre de la rubrique du jeu interactif proposé, il y avait possibilité de tenter sa chance à l'épreuve de la Grimace de star qui permettait de remporter, en plus du gain de la première question, une cagnotte d'un montant minimum de 10 000 €. Le principe était de découvrir quelle personnalité se cachait derrière une photo déformée, qui restait en jeu tant qu'elle n'avait pas été découverte. 
Lors des premières semaines de l'émission, si la Grimace de star n'était pas découverte avant la fin d'Absolument stars, les téléspectateurs pouvaient continuer à jouer avec la même grimace dans le seconde partie, Absolument stars, la suite. Si elle n'était pas trouvée avant la fin de la deuxième partie, elle était dévoilée et 1 000 € étaient ajoutés à la cagnotte de la Grimace de star du lendemain.
À partir du 14 septembre 2009, le montant de la Grimace de star était devenu aléatoire et était fixé par la production en fonction de la difficulté. La somme en jeu pouvait alors s'élever jusqu'à 100 000 €. Chaque émission, Absolument stars et Absolument stars, la suite, proposait sa propre Grimace de star qui était révélée à chaque fin d'émission si elle n'était pas trouvée. Le nombre de candidats pouvant tenter leur chance était donc mécaniquement divisé par deux et la difficulté du jeu augmentait sensiblement, les déformations appliquées à l'image étant nettement plus nombreuses qu'aux débuts de l'émission.
À partir du 5 octobre 2009, le jeu de la Grimace de star a été retiré de la première émission en semaine ; seule la question concernant un clip musical ou un reportage diffusé subsistait. La « Grimace de Star » était, par contre, toujours présente dans l'émission diffusée de 10 h à 11 h 20 en semaine et dans celles du samedi et dimanche matin.
À partir du 19 octobre 2009, le jeu de la Grimace de star est définitivement retiré des émissions, seule la question concernant un clip musical ou un reportage diffusé reste.

## Commentaires
- Lors de sa création, le 24 août 2009, la première partie d'Absolument stars remplace Drôle de réveil !, émission diffusée les mêmes jours à la même heure avec les mêmes présentateurs jusqu'au 21 août 2009. La deuxième partie Absolument stars, la suite, ainsi que l'émission du dimanche, remplace Star Six Music qui fut diffusée jusqu'au 23 août 2009. Ces deux émissions ont en effet tiré leur révérence à la fin du mois d'août 2009 à la suite de pressions exercées par le CSA sur M6 contre les programmes de télé-tirelire.

- Malgré la possibilité de gagner de l'argent dans Absolument sars (un montant minimum de 500 €), cette émission n'est pas un programme de télé-tirelire comme pouvaient l'être Drôle de réveil ! et Star Six Music, car la sollicitation du téléspectateur est moins importante que dans les précédentes émissions, et le jeu n'est qu'une simple rubrique dans l'émission et n'en est plus le cœur[8], se conformant ainsi aux recommandations du CSA.

- L'habillage et le décor de l'émission sont plus recherchés et modernes que dans les précédentes émissions du genre, à l'aspect généralement low-cost.

- Marie Inbona a assuré la présentation de la seconde partie avec Alex Fighter lors de la première semaine de l'émission, du 24 août 2009 au 28 août 2009, en remplacement de Karine Ferri. Son départ pour NRJ 12 à la fin du mois d'août 2009 la fera délaisser son poste de remplaçante d'Absolument stars. Elle travaille désormais sur différentes chaînes de télévision en accord avec son producteur Laurent Fugardo.